# アルビレオ・モード
アルビレオ・モードは、吉松隆が2004年から2005年にかけて作曲したサクソフォーン協奏曲。

## 作曲の経緯と初演
サクソフォーン奏者須川展也の委嘱で書かれた作品であり、2005年4月29日にザ・シンフォニーホールで開催された関西フィルハーモニー管弦楽団第173回定期演奏会において、前半最後の曲として須川の独奏と藤岡幸夫指揮により初演された。また、2006年9月に行われた須川展也サクソフォン協奏曲コンサートでも、後半の1曲目に演奏された。
吉松は1994年に須川の委嘱で「サイバーバード協奏曲」を作曲しており、再度サクソフォーン協奏曲を依頼された際、当初は乗り気ではなかった。しかし、前作で用いたアルト・サクソフォーンではなく、ソプラノ・サクソフォーンの協奏曲ならどうかと持ちかけられて応じることになった。

## 編成
独奏ソプラノ・サクソフォーン、フルート2、オーボエ2、クラリネット2、ファゴット2、ホルン2、トランペット2、トロンボーン2、パーカッション3、ハープ、ピアノ、弦楽合奏

## 楽曲構成
曲は2楽章からなり、各楽章には以下の標題がつけられている。
- 第1楽章「トパーズ」
- 第2楽章「サファイア」

吉松にとってソプラノ・サクソフォーンのイメージは、ジョン・コルトレーンとヤン・ガルバレクの2人のジャズ・プレイヤーに代表されるものであった。そこで、クール&ビューティな「ガルバレク・モード」と、ホット&ディープな「コルトレーン・モード」の2楽章からなる協奏曲という発想が生まれた。そしてこの、吉松にとってのソプラノ・サクソフォーンの二重性を象徴するものとして、2つの恒星からなる二重星であるはくちょう座β星、アルビレオ（Albireo）に結びつけられ、「アルビレオ風の様式」あるいは「アルビレオ風の旋法」といったような意味で『アルビレオ・モード』と名づけられた。
2つの楽章はそれぞれ、第1楽章「トパーズ」がクール&ビューティな「ガルバレク・モード」、第2楽章「サファイア」がホット&ディープな「コルトレーン・モード」に当たる。アルビレオの2つの星をトパーズ、サファイアという宝石になぞらえるのは宮沢賢治の「銀河鉄道の夜」を思わせる。

## エピソード
- 須川は2005年の初演の前日、激しいカデンツァを研究中に、オクターヴキーを押す親指のたこをつぶしてしまった。しかし、当日の演奏はそのことを忘れさせるほどで、須川自身も「本番中は痛みのことなど忘れて頑張った、本番の集中力はすごい」と語った。
- 藤岡が「アルビレオ」が星の名前であることを知ったのは初演当日である（地学的な分野で須川と吉松は天文に詳しかったが、藤岡が詳しいのは気象の方だった）。
- 吉松は初演前に舞台上で行われたトークで、この曲を須川と藤岡に出会わなければ出来なかった曲だと語っている。